# كسوب
كَسوب (الاسم العلمي: Monotropa)، جنس نباتات عشبية برية طفيلية معمرة مُزهرة، المُصنفة سابقًا ضمن فصيلة الكسوبيات، والآن تُصنف ضمن فصيلة الخلنجية. أنواعها 5. أعطانها الأصيلة في المناطق المعتدلة في نصف الكرة الشمالي.